# Le Roulier
Le Roulier ([lə ʁulˈje] ) ist eine französische Gemeinde mit 210 Einwohnern (Stand: 1. Januar 2022) im Département Vosges in der Region Grand Est (bis 215 Lothringen). Sie gehört zum Arrondissement Saint-Dié-des-Vosges (bis 2024 Épinal) und ist Mitglied im Gemeindeverband Communauté de communes Bruyères-Vallons des Vosges.

## Geografie
Die Gemeinde Le Roulier liegt in den Vogesen auf einer Höhe von 430 m über dem Meeresspiegel, 13 Kilometer östlich von Épinal.
Die Fläche des 5,67 km² großen Gemeindegebietes erstreckt sich vom Volognetal im Süden über ein Seitental bis zu den 560 m erreichenden Höhen des Haut du Mont im Norden. Die Nordhälfte des Gemeindeareals ist ab etwa 480 m Meereshöhe bewaldet (Noir Bois).
Die Siedlungsstruktur ist aufgelockert und gruppiert sich um den Dorfkern, der durch das Dreieck der Straßen Rue des Vieux Champs, Rue de la Fougne und Rue de la Mairie gebildet wird. Um die Siedlungsflächen erstreckt sich Acker-, in höheren Lagen vorwiegend Weideland.
Nachbargemeinden von Le Roulier sind Méménil Norden, Deycimont im Osten, Docelles im Süden, Charmois-devant-Bruyères im Westen sowie Aydoilles und Fontenay im Nordwesten.

## Geschichte
Der Ortsname kann von „place à rouir“ (Röstplatz von Faserpflanzen wie Flachs oder Hanf) hergeleitet werden; ein „Rouillier“ hatte das verbriefte Recht zur Rotte in stehenden Gewässern, die neben Bächen angelegt wurden, um sie nach Ende des Prozesses wieder abfließen zu lassen.
Die Gemeinde Le Roulier wurde 1830 durch Herauslösung aus der Gemeinde Charmois-devant-Bruyères gebildet.

### Bevölkerungsentwicklung
| Jahr      | 1962 | 1968 | 1975 | 1982 | 1990 | 1999 | 2010 | 2021 |
| --------- | ---- | ---- | ---- | ---- | ---- | ---- | ---- | ---- |
| Einwohner | 127  | 140  | 124  | 152  | 173  | 163  | 202  | 210  |

Im Jahr 1831 wurde mit 318 Bewohnern die bisher höchste Einwohnerzahl ermittelt. Die Zahlen basieren auf den Daten von cassini.ehess und INSEE.

## Wirtschaft und Infrastruktur

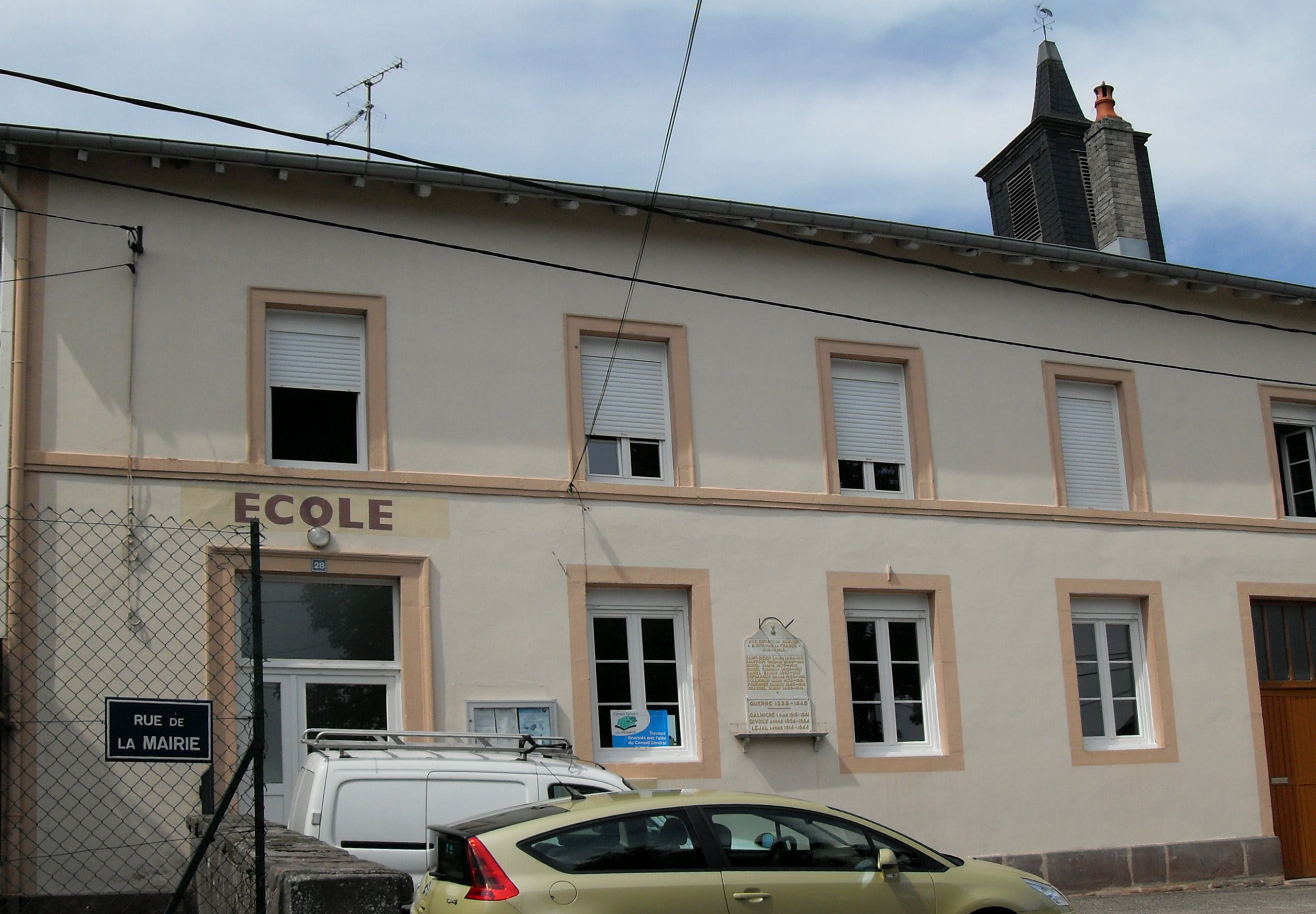
Gemeindeverwaltungs- und Schulgebäude in Le Roulier

In der Gemeinde sind sieben Landwirtschaftsbetriebe ansässig (Milchwirtschaft, Geflügelzucht). Daneben existiert eine Bäckerei. Einige Bewohner von Le Roulier pendeln in die nahegelegenen Gewerbegebiete an Vologne und Mosel.
Die Gemeinde hat keine Kirche. Die Seelsorge übernimmt die Kirche Sainte-Gertrude in der Nachbargemeinde Charmois-devant-Bruyères.
In Le Roulier gibt es einen Mehrzwecksaal für 120 Personen, eine Bibliothek, einen Basketball- sowie einen Pétanqueplatz.
Le Roulier liegt abseits der überregionalen Verkehrsströme. Die Nachbargemeinde Docelles ist an die Départementsstraße 11 / 417 von Remiremont über Gérardmer nach Colmar angeschlossen. Der nächste Bahnhof liegt in der drei Kilometer entfernten Gemeinde Docelles an der von der TER Grand Est betriebenen Bahnstrecke Arches–Saint-Dié.

## Belege
1. ↑  Le Roulier auf cassini.ehess
2. ↑  Le Roulier auf INSEE
3. ↑  Landwirtschaftsbetriebe auf annuaire-mairie.fr (französisch)